# Mistrzostwa Włoch w rugby union kobiet (2020/2021)
Mistrzostwa Włoch w rugby union kobiet (2020/2021) – trzydziesta edycja zarządzanej przez Federazione Italiana Rugby najwyższej klasy rozgrywkowej w kobiecym rugby union we Włoszech, a trzydziesta siódma ogółem. Tytułu mistrzowskiego sprzed dwóch lat broniła drużyna ASD Villorba Rugby. Zawody zostały zaplanowane do rozegrania w dniach 18 października 2020 – 29 maja 2021 roku, jednak zostały przerwane w związku z pandemią COVID-19, a następnie odwołane. Drugi sezon z rzędu zatem nie wyłoniono zwycięzcy.
Rozegrano zaledwie dwa mecze pierwszej kolejki. W grudniu 2020 roku ogłoszono, że wznowienie rozgrywek nastąpi w marcu, pod koniec stycznia 2021 roku przełożono je na kwiecień z finałem w lipcu, jednak decyzją władz FIR z końca lutego 2021 roku zawody zostały odwołane.

## System rozgrywek
W sezonie tym kontynuowano zapoczątkowaną rok wcześniej reformę rozgrywek, a akces do nich zgłosiło dwadzieścia osiem klubów, które zostały podzielone na cztery grupy – ogólnokrajową i trzy regionalne. Do pierwszej zaliczono czołową szóstkę poprzedniej edycji, a pozostałe kluby przystępujące do rozgrywek – zarówno występujące poprzednio, jak i nowe – przydzielono według klucza geograficznego do trzech pozostałych grup.
Rozgrywki ligowe zostały zaplanowane do rozegrania w pierwszej fazie systemem kołowym według modelu dwurundowego w okresie jesień-wiosna, a druga faza rozgrywek obejmować miała mecze systemem pucharowym o mistrzostwo kraju. Do półfinału bezpośrednio awansował zwycięzca grupy ogólnokrajowej, zaś o pozostałe trzy miejsca rywalizowały drużyny z miejsc drugiego do czwartego tej grupy oraz triumfatorzy trzech regionalnych grup. Zwycięzcy półfinałów mieli się zmierzyć w rozegranym na neutralnym stadionie finale wyłaniającym mistrza kraju. Zaplanowano również system awansów i spadków – najsłabsza drużyna grupy ogólnokrajowej miała zostać po tym sezonie relegowana, zaś jej miejsce zajęliby zwycięzcy grup regionalnych, tak aby w kolejnej edycji grupa ogólnokrajowa liczyła osiem zespołów.
Harmonogram rozgrywek miał być ustalony z uwzględnieniem udziału włoskiej reprezentacji w Pucharze Sześciu Narodów Kobiet 2021 oraz eliminacjach do Pucharu Świata 2021.

## Grupy
| Grupa 1                 | Grupa 2             | Grupa 3                 | Grupa 4                       |
| ----------------------- | ------------------- | ----------------------- | ----------------------------- |
| Colorno                 | Rugby Parabiago     | Rugby Riviera 1975      | Amatori Rugby Torre del Greco |
| Unione Rugby Capitolina | CUS Milano          | Verona Rugby            | I Puma Bisenzio Rugby         |
| Valsugana Padova        | Rugby Calvisano     | FW All Bluff            | CUS Pisa                      |
| Red Panthers            | Monza               | Rugby Castel San Pietro | All Reds Rugby Roma           |
| ASD Villorba Rugby      | CUS Genova          | Romagna RFC             | Rugby Città di Frascati       |
| CUS Torino              | Lions Tortona Rugby | Rebels Vicenza          | Bisceglie Rugby               |
|                         | Biella Rugby        | ASD Villorba Rugby 2    | L'Aquila                      |
|                         |                     |                         | Donne Etrusche Rugby          |

## Rozegrane mecze
| 18 października 2020 | Arredissima Villorba Rugby | 34:0 | Rugby Colorno | Villorba |
| 18 października 2020 |                            | 34:0 |               | Villorba |

| 18 października 2020 | Unione R. Capitolina | 0:118 | Valsugana Rugby Padova | Rzym |
| 18 października 2020 |                      | 0:118 |                        | Rzym |